# Synagoge (Petschenischyn)

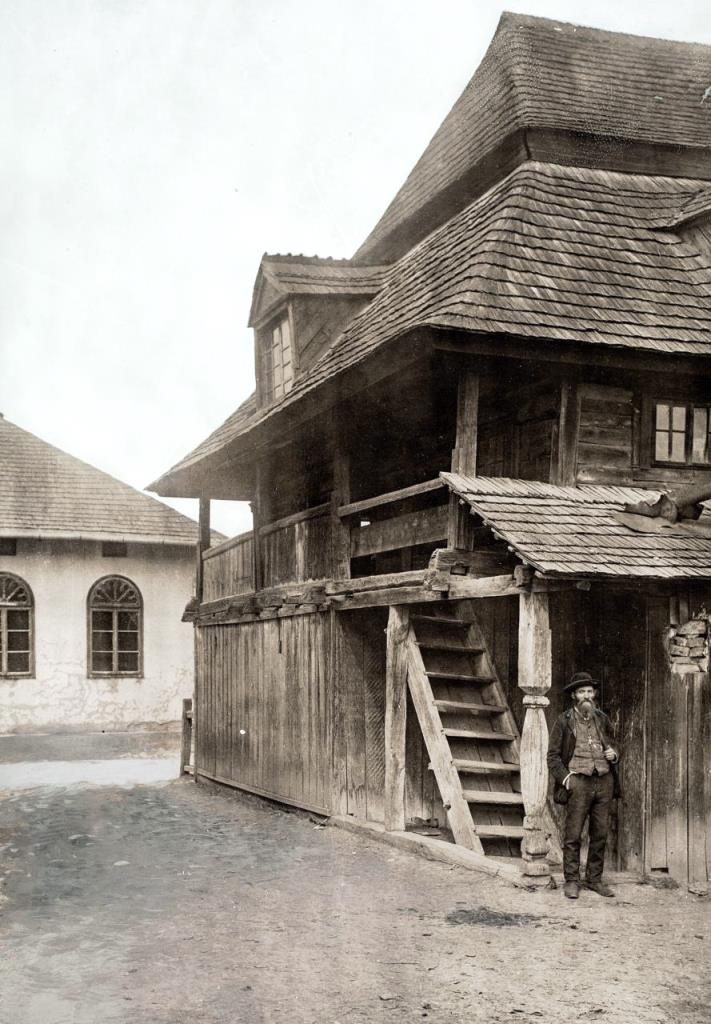
Synagoge (zwischen 1910 und 1913)

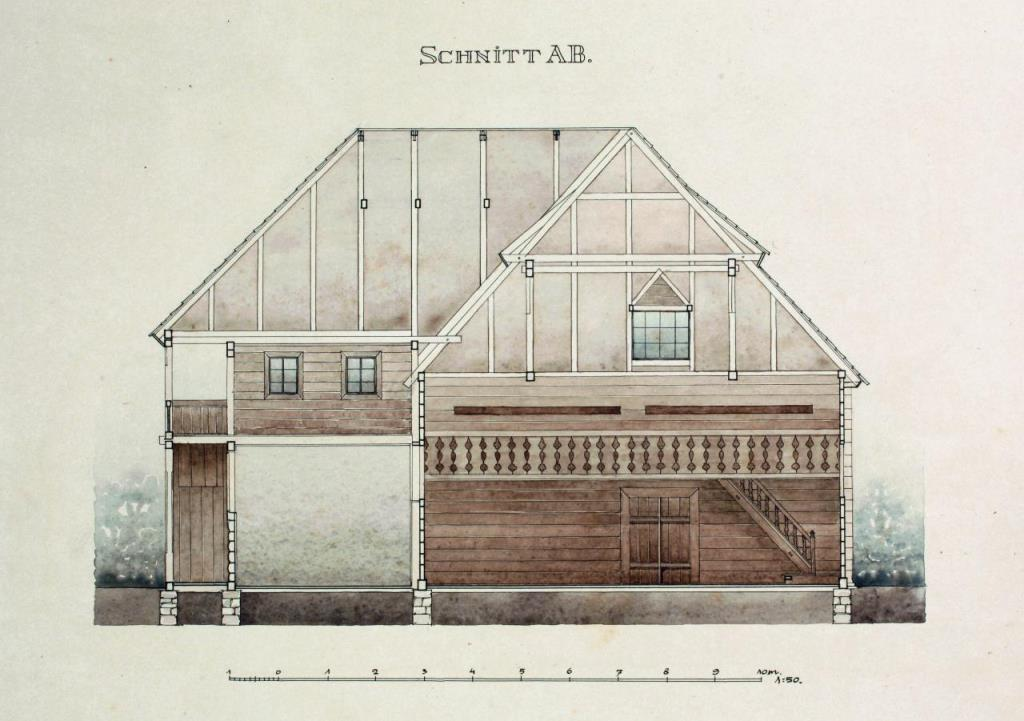
Schematische Darstellung der Synagoge

Die hölzerne Synagoge in Petschenischyn in der Oblast Iwano-Frankiwsk in der Ukraine wurde gegen Ende des 18. Jahrhunderts erbaut und im Ersten Weltkrieg von russischen Soldaten niedergebrannt.

## Geschichte
Die Synagoge wurde circa 1793 gebaut. Es ist bekannt, dass die Inneneinrichtung und die Wandgemälde aus dem Jahr 1795 stammen. Sie wurde einige Male umgebaut; zuletzt wurde 1903 im Süden ein größerer Anbau angefügt. Nachdem das Gebäude im Ersten Weltkrieg zerstört wurde, verliefen spätere Versuche, das genaue Aussehen zu rekonstruieren, unterschiedlich und nicht zufriedenstellend.

## Architektur
Die Haupthalle war mit 8,60 × 8,50 m nahezu quadratisch; die Wände hatten eine Höhe von 4,30 m. Im Westen gab es eine Vorhalle, die im Untergeschoss im Winter als Gebetsraum benutzt wurde und in deren ersten Stock sich die Räume der Frauen befanden. 1903 wurde im Süden ein Seitenflügel für weitere Gebetsräume der Frauen angebaut.
An den Seitenwänden befanden sich je zwei rechteckige Fenster; auf der Südseite wurden sie später durch den Anbau verdeckt.
Das ursprüngliche gesamte Bauwerk hatte ein zweistufiges Walmdach mit Hammerbalken-Gewölbe. Der Giebel des Sparrendaches der Erweiterung von 1903 stand rechtwinklig gegen das Dach der Haupthalle. Vermutlich hatte die Haupthalle zunächst eine Gewölbedecke, die aber später beseitigt wurde, sodass man bis zum Dach sehen konnte.
Der Hauptraum war mit mehrfarbigen Gemälden verziert.
Der hohe Toraschrein war dreistufig und reich verziert. Er war durch ein kleines Türchen vom restlichen Raum abgetrennt.
Die Bima stand auf einem achteckigen Podium in der Nähe des Eingangs und hatte eine Balustrade mit zwei Reihen übereinanderstehender, runder Baluster.